# Ett besök hos Åhlén & Holm, Insjön
Ett besök hos Åhlén & Holm, Insjön är en svensk film från 1912. Filmen gjordes av företaget Åhlén & Holm AB och var i huvudsak en reklamfilm för företagets postorderverksamhet i Insjön i Dalarna. Reklaminslagen blandades med diverse inslag av naturscenerier, underhållning med mera och i filmen medverkar Victor Sjöström, som precis hade börjat sin karriär hos Svenska Bio.